# Língua de sinais de Uganda
A Língua de Sinais do Uganda (em Portugal: Língua Gestual do Uganda) é a língua de sinais (pt: língua gestual) usada pela comunidade surda no Uganda.